# Karol Hiller

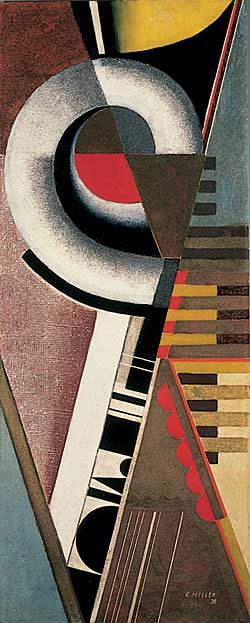
Kompozycja ze spiralą (1928)

Karol Hiller (Łódź, 1891 – 1939) was een Poolse schilder, graficus en kunstcriticus. 

## Leven en werk
Hiller werd geboren en groeide op in Łódź, waar hij ook zijn basisopleiding kreeg. Van 1910 tot 1912 studeerde hij aan de Technische Hochschule zu Darmstadt in de Duitse stad Darmstadt en van 1912 tot 1916 aan het Polytechnisch Instituut in Warschau. Hij werd opgeroepen voor militaire dienst en kwam terecht in Kiev, waar hij na afloop van de Eerste Wereldoorlog bleef en studeerde aan de kunstacademie. In 1921 keerde hij terug naar Łódź. Hiller had in 1928 zijn eerste expositie in Warschau. Zijn avantgardistische werk behoorde tot het kubisme en het constructivisme. Hij nam deel aan solo- en groepstentoonstellingen in diverse Poolse steden en was actief in enkele kunstenaarsgroeperingen. In 1931 was hij medeoprichter van de kunstenaarsbond Zrzeszenie Artystow Platykow.
In 1939 werd hij gearresteerd door de Gestapo en vermoedelijk op 20 december 1939 bij een massa-executie in een bos in Lućmiers bij Łódź terechtgesteld.
De artistieke nalatenschap van Hiller bevindt zich in het Muzeum Sztuki w Łodzi in Łódź.